# Вівчарик індійський
Вівча́рик індійський (Phylloscopus griseolus) — вид горобцеподібних птахів родини вівчарикових (Phylloscopidae). Гніздиться в Центральній Азії, зимує в Індії.

## Поширення і екологія
Індійські вівчарики гніздяться на заході Монголії і Китаю, в Росії (Алтай, Тува), на сході Казахстану, Узбекистану, Туркменістану, в Киргизстані, Таджикистані, центральному і східному Афганістані і північному Пакистані. Взимку вони мігрують через Гімалаї до Центральної Індії. На міграції регулярно зустрічаються в Непалі. Індійські вічарики в сухих чагарникових заростях на схилах гір, місцями в заростях ялівця і сосни, переважно на висоті від 2590 до 4575 м над рівнем моря. Зимують в густому підліску широколистяних лісів, на висоті до 1500 м над рівнем моря. 

## Поведінка
Індійські вівчарики зустрічаються поодинці або парами. Вони живляться переважно дрібними комахами. Сезон розмноження триває з кінчя квітня до початку серпня. Гніздо кулеподібне, робиться з трави, рослинних волокон і пуху, розміщується в густих чагарниках на висоті до 1,5 м над землею. В кладці від 4 до 5 яєць, інкубаційний період триває 14-17 днів. За пташенятами доглядають і самиці, і самці.